# 明水县
明水县在中国黑龙江省中部，是绥化市下辖的一个县。面积2308平方公里，县人民政府驻明水镇。

## 历史
1923年由拜泉县和青冈县析置明水设治局，1929年改明水县。

## 人口
根據第七次人口普查數據，截至2020年11月1日零時，明水縣常住人口為198271人。

## 行政区划
明水县下辖6个镇、6个乡：
明水镇、兴仁镇、永兴镇、崇德镇、通达镇、双兴镇、永久乡、树人乡、光荣乡、繁荣乡、通泉乡、育林乡、国营林场、县联社马场、明水种畜场、育林畜牧场、国营第一良种、国营第二良种和国营第三良种。

## 交通
- 202国道过境。
- 203国道0公里起点。